# 잉여특공대
"잉여특공대"는 웹툰 작가 물꾹과 찰떡이 2020년~2021년까지 연재했었던 네이버 웹툰의 일요웹툰이다.

## 등장인물
「박유화」
성별 : 여
고유색 : 레드
수준 : 1
기술 : 공간접기
「강수형」
성별 : 남
고유색 : 블루
수준 : 무한
기술 : 블랙홀
「이아리」
성별 : 여
고유색 : 옐로
수준 : 3
기술 : 정지 화살
「김현민」
성별 : 남
고유색 : 블랙
수준 : 5
기술 : 그림자 젤리
「최지산」
성별 : 남
고유색 : 그린
수준 : 2
기술 : 방어막
「 황홍연 」
성별 : 여
고유색 : 핑크
수준 :  -7
기술 : 빈 육체 조종하기
「주규리」
성별 : 여
고유색 : 오렌지
수준 : 4
기술 : 사물에 기억 저장하기
「송다래」
성별 : 여
고유색 : 라임
수준 : -9
기술 : 순간이동
「권자운」
성별 : 남
고유색 : 퍼플
수준 : 10
기술 : 부식
「문율서」
성별 : 여
고유색 : 마룬
수준 : -6
기술 : 에너지공
「김제현」
성별 : 남
고유색 : 화이트
수준 : 0
기술 : 기억 왜곡

## 같이 보기
- 네이버 웹툰